# Tommaso de’ Cavalieri

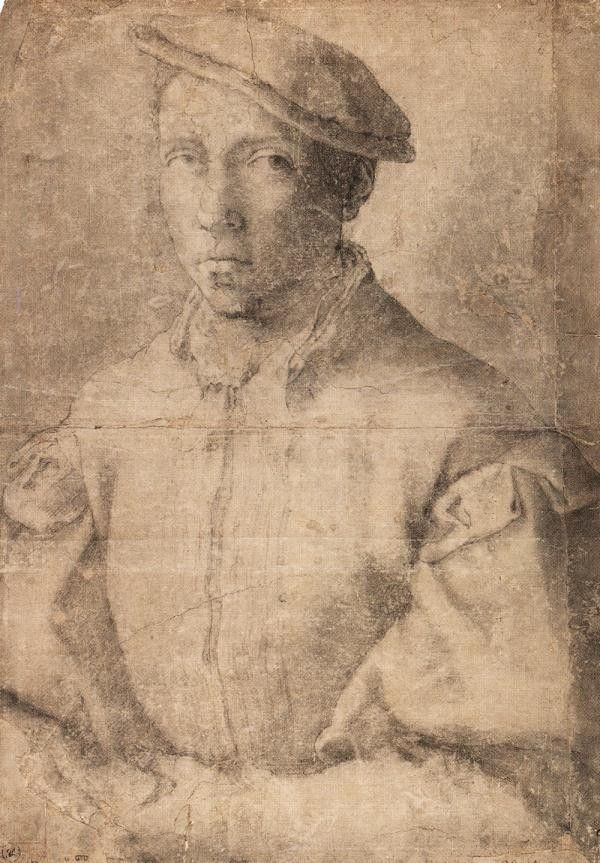
Michelangelos Porträt von Tommaso de‘ Cavalieri. Musée Bonnat, Bayonne.

Tommaso de’ Cavalieri (* um 1509/10 in Rom; † 1587 in Rom) war ein italienischer Zeichner und Kunstsammler.

## Leben und Wirken
Tommaso de’ Cavalieri war ein Schüler von Michelangelo Buonarroti, bei dem er das Zeichnen erlernte. Über seine Herkunft und eine mögliche erste Ausbildung ist nichts bekannt. Im Jahre 1532 erlernte er bei Michelangelo die Kunst des Zeichnens, in der er einige Meisterschaft erreichte. Aus dem Lehrer-Schüler-Verhältnis entwickelte sich in den Folgejahren eine feste Freundschaft, die ihm eine große Reputation einbrachte. Aufgrund dieses Ansehens wählte man ihn 1548 zu einem der Deputierten der Fabbrica (Bauhütte) des Kapitols, wo er für die Aufstellung der fasti capitolini im Palazzo dei Conservatori verantwortlich war.
Durch seine enge Freundschaft mit Michelangelo kam er auch in engen Kontakt mit zahlreichen weiteren Künstlern aus dessen Umkreis, sodass er schon bald damit begann, eine eigene, exquisite Sammlung von Zeichnungen aufzubauen, von denen sich heute zahlreiche Blätter in der Royal Collection in Windsor Castle befinden. Infolge dieser Sammelleidenschaft galt er schon bald als ein großer Kunstkenner, der sowohl vom Papst als auch vielen Kardinälen als Sachverständiger in Kunstfragen zu Rate gezogen wurde.
Michelangelo widmete Tommaso de’ Cavalieri einige seiner Sonette, die aufgrund ihres intimen Charakters von diversen Experten heute als Indiz für eine Liebesbeziehung zwischen den beiden angesehen werden. Die beiden Männer standen sich zeitlebens nahe, und als Michelangelo im Alter von 88 Jahren in Rom starb, war Tommaso de’ Cavalieri an seinem Bett.
Viele der Zeichnungen Tommasos galten oder gelten auch heute noch als eigenhändige Werke seines Lehrers und belegen damit sein außergewöhnliches Talent. Es wird vermutet, dass Michelangelo einige der Figurenentwicklungen Tommasos aufgegriffen und weiterentwickelt haben könnte, so zum Beispiel bei einigen Figuren für die Cappella Sistina.
Im Jahre 2010 widmete das Courtauld Institute of Art in London einer Reihe von Zeichnungen Michelangelos unter dem Titel Michelangelo's Dream mit angenommenen Bezügen zu Tommaso dem Thema Sexualität. Aus verschiedenen Museen wurden die 1533 datierten Zeichnungen vorgestellt. Es handelt sich um die Zeichnungen: Bestrafung des Tityus, Der Fall des Phaeton, Ein Bacchanal der Kinder, Der Raub des Ganymed und Der Traum vom menschlichen Leben. Der Katalog zur Ausstellung wurde von der Kuratorin, Stephanie Buck, herausgegeben.